# Колібрі гіацинтовий
Колі́брі гіацинтовий (Riccordia bicolor) — вид серпокрильцеподібних птахів родини колібрієвих (Trochilidae). Мешкає на Мартиніці і Домініці в архіпелазі Малих Антильських островів.

## Опис

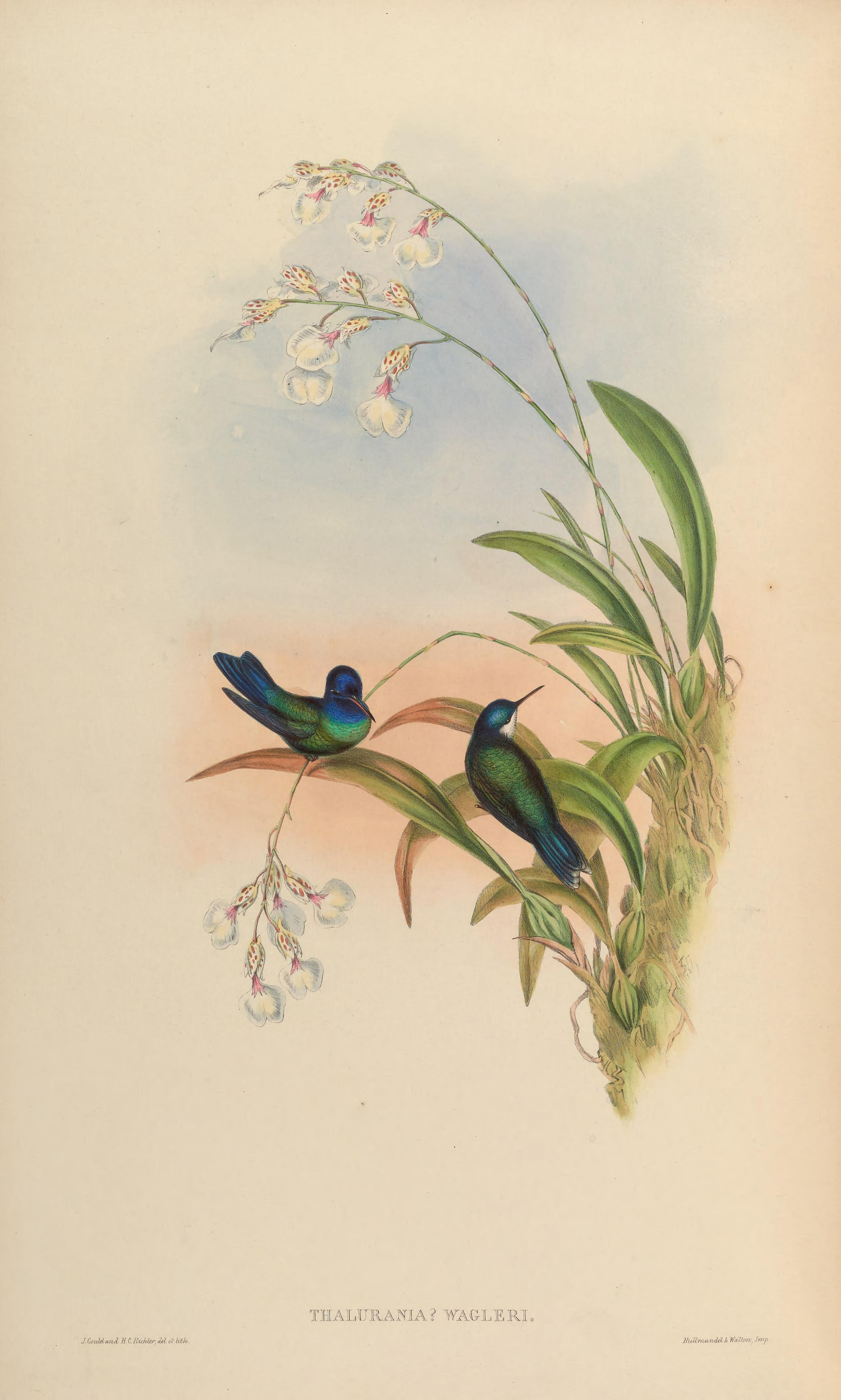
Гіацинтові колібрі

Довжина птахів становить 9-10 см, самці важать 4,7 г, самиці 4,5 г. У самців голова фіолетово-синя з металевим відблиском, спина зелена, блискуча, надхвістя темно-синє. Хвіст роздвоєний, сталево-синій. Підборіддя і горло фіолетово-сині з металевим відблиском. Нижня частина тіла металево-зелена з синім відблиском. Дзьоб прямий, чорний, знизу біля основи рожевий.
У самиць тім'я зелене, блискуче, щоки темні, за очима невеликі сірі плями. Спина і боки бронзово-зелені, хвіст бронзовий, блискучий, крайні стернові пера мають широку сталево-синю смугу на кінці і великі сірі плями на кінчиках. Нижня частина тіла блідо-коричнювато-сіра. Дзьоб повністю чорний. Забарвлення молодих птахів є подібне до забарвлення самиць, однак пера на голові у них світло-зелені з коричневими краями.

## Поширення і екологія
Гіацинтові колібрі живуть у вологих тропічних лісах, на узліссях і галявинах та у вторинних лісах на берегах річок. Зустрічаються переважно на висоті від 800 до 1000 м над рівнем моря. Ведуть переважно осілий спосіб життя. Живляться нектаром різноманітних квітучих рослин, зокрема з родів Pachystachys, Asclepias, Begonia, Costus, Besleria, Duranta і Inga, а також дрібними безхребетними, яких ловлять в польоті, особливо над гірськими струмками, або збирають з рослинності. Шукають нектар в усіх ярусах лісу.
Сезон розмноження у гіацинтових колібрі триває з березня по травень. Гніздо чашоподібне, робиться з рослинних волокон і рослинного пуху, розміщується на горизонтальній цілці дерева або на верхівках папороті, на висоті від 1 до 4 м над землею. В кладці 2 яйця. Інкубаційний період триває 16-18 днів, пташенята покидають гніздо через 20-23 дні після вилуплення. Вони стають повністю самостійними ще через 3-4 тижні. Птахи набувають статевої зрілості у віці 2 років.